# Parafia św. Mikołaja w Mikołajkach
Parafia św. Mikołaja w Mikołajkach – parafia rzymskokatolicka w dekanacie Mikołajki, diecezja ełcka. Parafia została kanonicznie erygowana 1 lipca 1990 przez biskupa warmińskiego Edmunda Piszcza. Nową świątynię z domem parafialnym wybudował wraz z parafianami były proboszcz ks. kan. Andrzej Bryg.

## Historia
Parafia została utworzona 1 lipca 1990 przez biskupa warmińskiego Edmunda Piszcza. 13 maja 1998 rozpoczęto budowę nowej świątyni. W okresie letnim (od 1 maja do 30 września) udostępniony jest taras widokowy znajdujący się na szczycie wieży.

## Grupy parafialne
Szkolne Koło Caritas, Parafialny Zespół Caritas, Kółko Misyjne, Rodzina Radio Maryja, Wspólnota Różańcowa, Parafialny Klub Rekreacyjno-Sportowy, Katolickie Stowarzyszenie Młodzieży.

### Duszpasterstwo
Od 1 sierpnia 2016 roku proboszczem parafii jest ks. kan. Marek Święch, dziekan dekanatu Mikołajki.

## Proboszczowie
- ks. Jarema Sykulski[1]
- ks. Stanisław Czaplicki[1]
- ks. kan Andrzej Bryg (1996–2016)[2]
- ks. kan. Marek Święch (od 2016) – dziekan dekanatu Mikołajki[3]